# Wolfskers-verbond
Het wolfskers-verbond (Atropion) is een verbond uit de bosandoorn-orde (Circaeo-Stachyetalia).

## Naamgeving en codering
- Syntaxoncode voor Nederland (rVvN): r34Ba

De wetenschappelijke naam Atropion is afgeleid van de botanische naam van wolfskers (Atropa belladonna).

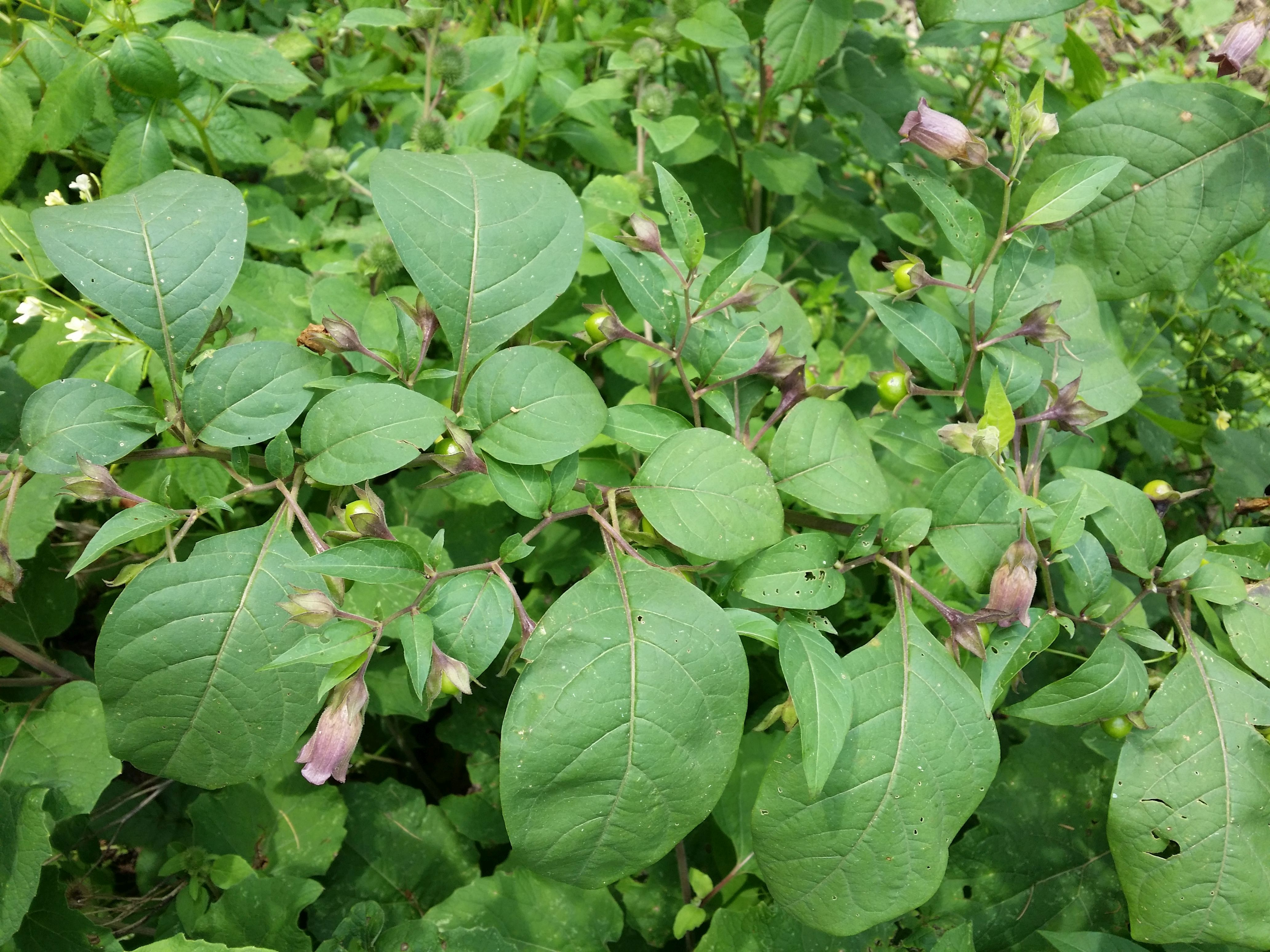
Wolfskers in bloei.

## Fysiognomie
De formatie waarin de vegetatie uit het wolfskers-verbond zich manifesteert betreft een ruigte. Het kunnen zowel vlakdekkende ruigten als uitgesproken lintvormige ruigten (zomen) zijn.

## Associaties in Nederland
Het wolfskers-verbond wordt in Nederland thans vertegenwoordigd door slechts één associatie. Op verbondsniveau worden er binnen het wolfskers-verbond geen afgeleide gemeenschappen onderscheiden.
- - associatie van ruig hertshooi en koninginnekruid (Atropo-Epilobietum)

Orde: Glechometalia (orde van nitrofiele zomen)

Verbond: Galio-Alliarion (verbond van look-zonder-look)

Associaties:
Claytonio-Anthriscetum caucalidis (associatie van fijne kervel en winterpostelein)
Torilidetum japonicae (heggendoornzaad-associatie)
Urtico-Cruciatetum (kruisbladwalstro-associatie)
Alliario-Chaerophylletum (associatie van look-zonder-look en dolle kervel)
Urtico-Aegopodietum (zevenblad-associatie)
Heracleo-Sambucetum ebuli (kruidvlier-associatie)

Orde: Circaeo-Stachyetalia sylvaticae (bosandoorn-orde)

Verbond: Atropion bellae-donnae (wolfskers-verbond)

Associaties:
Atropo-Epilobietum (associatie van ruig hertshooi en koninginnekruid)